# Maska Zorro
Maska Zorro (ang. The Mask of Zorro) – amerykański film przygodowy z 1998 roku wykorzystujący po raz kolejny legendarną postać Zorro.
Film doceniony przez krytyków za romantyzm, pastiszowy humor, dynamiczne sekwencje walk oraz finezyjne kreacje aktorów. Otrzymał nominację do Oscara w dwóch kategoriach: Najlepszy dźwięk i Najlepszy montaż dźwięku. Maska Zorro była pierwszym ważnym amerykańskim filmem Catheriny Zeta-Jones.

## Fabuła
Akcja filmu rozgrywa się w XIX wieku, w należącej wówczas do Meksyku Kalifornii. Szlachcic don Diego de la Vega  (Anthony Hopkins) sprzeciwia się rządom gubernatora Rafaela Montero (Stuart Wilson). Zakłada maskę i jako Zorro staje w obronie pokrzywdzonych. Wiedzie jednocześnie spokojne życie u boku żony Esperanzy, w której Montero jest zakochany. Po ostatnim bohaterskim wyczynie zostaje zdemaskowany. Gubernator chce go aresztować, lecz ten stawia opór. W zamieszaniu Esperanza zostaje zastrzelona przez jednego z żołnierzy. Montero więzi De la Vegę i przywłaszcza sobie jego córeczkę, niemowlę o imieniu Elena.
Po dwudziestu latach szlachcic odzyskuje wolność i chce dokonać długo wyczekiwanej zemsty. Jednak powstrzymuje go widok córki. Przypadkiem spotyka złodziejaszka, Alejandro Murrietę (Antonio Banderas), któremu przed laty podarował srebrny medalion. Chce wyszkolić go na nowego Zorro, by mógł kontynuować zapoczątkowaną przez siebie misję. Młodzieniec zgadza się, gdyż sam ma osobiste rachunki do wyrównania. Wierny sługa gubernatora, kapitan Harrison Love zabił mu brata. Jednocześnie piękna Elena (Catherine Zeta-Jones) staje się obiektem westchnień młodego wojownika.

## Obsada
- Antonio Banderas jako Zorro/Alejandro Murrieta
- Anthony Hopkins jako Zorro/Don Diego de la Vega
- Catherine Zeta-Jones jako Elena Montero/Elena de la Vega
- Stuart Wilson jako Don Rafael Montero
- Matt Letscher jako Kapitan Harrison Love

## Produkcja
Zdjęcia do filmu kręcono w Meksyku, Atotonilico de Tula, Guaymas, Pachuce, Toluce, Lopez Mateos, Huasca de Ocampo, Tetlapayac w stanie Durango (Meksyk) oraz w Orlando (Floryda). Okres zdjęciowy trwał od 27 stycznia do 5 czerwca 1997 roku.

## Odbiór
Film Maska Zorro spotkał się z pozytywną reakcją krytyków. W serwisie Rotten Tomatoes, 81% z siedemdziesięciu recenzji filmu jest pozytywne (średnia ocen wyniosła 7,1 na 10). Na portalu Metacritic średnia ocen z 22 recenzji wyniosła 63 punkty na 100.

### Nagrody i nominacje
| Rok  | Miejsce                                                      | Nagroda       | Kategoria                                    | Odbiorcy i nominowani                         | Wynik     |
| ---- | ------------------------------------------------------------ | ------------- | -------------------------------------------- | --------------------------------------------- | --------- |
| 1999 | 52. ceremonia wręczenia nagród Brytyjskiej Akademii Filmowej | BAFTA         | Najlepsze kostiumy                           | Graciela Mazón                                | nominacja |
| 1999 | MTV Movie Awards 1999                                        | Złoty Popcorn | Najlepsza scena walki                        | Antonio Banderas i Catherine Zeta-Jones       | nominacja |
| 1999 | MTV Movie Awards 1999                                        | Złoty Popcorn | Przełomowa rola żeńska                       | Catherine Zeta-Jones                          | nominacja |
| 1999 | 71. ceremonia wręczenia Oscarów                              | Oscar         | Najlepszy dźwięk                             | Greg P. Russell, Kevin O'Connell i Pud Cusack | nominacja |
| 1999 | 71. ceremonia wręczenia Oscarów                              | Oscar         | Najlepszy montaż dźwięku                     | Dave McMoyler                                 | nominacja |
| 1999 | Nagrody Saturn 1998                                          | Saturn        | Najlepszy film akcji / przygodowy / thriller | Maska Zorro                                   | nominacja |
| 1999 | Nagrody Saturn 1998                                          | Saturn        | Najlepsza aktorka                            | Catherine Zeta-Jones                          | nominacja |
| 1999 | Nagrody Saturn 1998                                          | Saturn        | Najlepsze kostiumy                           | Graciela Mazón                                | nominacja |
| 1999 | 56. ceremonia wręczenia Złotych Globów                       | Złoty Glob    | Najlepsza komedia lub musical                | Maska Zorro                                   | nominacja |
| 1999 | 56. ceremonia wręczenia Złotych Globów                       | Złoty Glob    | Najlepszy aktor w komedii lub musicalu       | Antonio Banderas                              | nominacja |